# Orionidy
Orionidy (008 ORI) – rój meteorów związany z kometą Halleya (tak jak Eta Akwarydy). Radiant znajduje się na pograniczu konstelacji Oriona i Bliźniąt. Rój jest widoczny pomiędzy 2 października a 7 listopada. Maksimum ma miejsce 21 października. W jego trakcie możemy obserwować ok. 20-30 meteorów na godzinę. Prędkość roju wynosi 66 km/s.
Najwcześniejsze doniesienia na temat tego roju pochodzą z kronik chińskich. Pierwsze źródła europejskie, które wspominają o Orionidach datują się dopiero na XIX wiek i są związane z obserwacjami A.S. Herschela. W roku 1911 C.P. Olivier zasugerował, że podobnie jak Eta Aquarydy rój ten związany jest ze znaną kometą 1P/Halley.
Jest to stabilny rój o bardzo szerokim, bo trwającym około pięciu dni maksimum, w którym ZHRy osiągają zwykle poziom około 20-30. Raz na jakiś czas rój lubi płatać jednak niespodzianki. Coś takiego wydarzyło się np. w roku 1993 kiedy to holenderscy i niemieccy obserwatorzy donieśli o wzmożonej aktywności roju rankiem 18 października. Obserwowano wtedy ZHRy około 30, co jest wartością 2-3 większą od wyników uzyskiwanych w latach poprzednich. Podobny wzrost aktywności w samym maksimum roku 1995 odnotowali niezależnie obserwatorzy polscy i amerykańscy. Ciekawe były też lata 2006 i 2007, bo w każdym z nich, Orionidy popisały się wyższą niż zwykle aktywnością - momentami dochodzącą do 50-70 meteorów na godzinę. Maksimum z 2006 roku było bogate w dużą liczbę jasnych zjawisk (tzw. bolidów).
W roku 2008 wybuchu nie było, ale aktywność i tak sięgnęła poziomu wyższego od typowego, bo w okolicach 21-22 października można było obserwować nawet 40 meteorów na godzinę. W latach 2009–2011 było podobnie. Liczby godzinne na poziomie 30-40 można było obserwować w szerokim zakresie czasu od około 20 do 24 października
. W latach 2014–2016 aktywność była typowa.
Najwyższym Orionidem zaobserwowanym w całej historii badań nad tymi zjawiskami jest bolid PF191012 Myszyniec o jasności -14,7 mag, który zaczął świecić na wysokości aż 168 km. Został on zaobserwowany przez Polską Sieć Bolidową w nocy z 18 na 19 października 2012 roku.
Wydaje się, że w związku z wpływem grawitacji Jowisza rój może wykazywać 12-letnią okresowość w swojej aktywności. Od roku 2017 aktywność roju może więc znów wzrastać, aby osiągnąć kolejne wysokie maksimum w latach 2018–2020.
Rój ten jest wygodny do obserwacji zarówno dla obserwatorów na półkuli północnej jak i południowej. W naszych szerokościach geograficznych radiant Orionidów wschodzi około godziny 19 UT. Góruje natomiast o godzinie 3 UT na wysokości ponad 50 stopni i do świtu pozostaje dość wysoko nad horyzontem. Dobrze więc nadaje się do obserwacji w drugiej połowie nocy.